# 克雷森特瓦利 (內華達州)
克雷森特瓦利（英語：Crescent Valley）是位於美國內華達州尤里卡縣的普查規定居民點。

## 歷史
克雷森特瓦利的郵局自1963年營運至今。

## 人口
根據2020年美國人口普查的數據，克雷森特瓦利的面積為5.78平方千米，皆為陸地。當地共有人口512人，而人口密度為每平方千米88.58人。